# Classic Game Room
Classic Game Room (comunemente abbreviato CGR) è stata una webserie di recensioni di videogiochi prodotta, diretta, modificata e ospitata da Mark Bussler di Inecom, LLC. Lo show esaminava sia i videogiochi retrò che quelli moderni insieme ad accessori di gioco, flipper e minuzie come tappetini per mouse da gioco e prodotti alimentari.
Lo show pubblicava le sue recensioni su YouTube con lo pseudonimo di "Lord Karnage" fino alla fine del 2013, quando si è spostato su Dailymotion per problemi con YouTube. L'8 maggio 2014, tramite la pagina Facebook e il canale YouTube della Classic Game Room, è stato annunciato che lo spettacolo avrebbe nuovamente pubblicato episodi su YouTube. È stato spostato anche su Patreon e Prime Video, prima di essere definitivamente cancellato nell'aprile del 2019.

## Storia

### Periodo The Game Room (1999-2000)
Lo spettacolo, inizialmente intitolato The Game Room, era presentato da Mark Bussler e David Crosson. Fondato da Bussler, era stato lanciato il 7 novembre 1999 sul sito internet di startup FromUSAlive. La coppia si era conosciuta alla scuola di cinema e condivideva l'amore reciproco per film e videogiochi.
Inizialmente Bussler e Crosson avevano pianificato di recensire soprattutto i giochi allora moderni, ma dopo che un periodo sui giochi più vecchi si era rivelato popolare lo spettacolo ha iniziato a concentrarsi su quest'ultima categoria. Lo spettacolo era condotto con un budget limitato di 50 dollari, quindi gli effetti speciali erano improvvisati. Tuttavia, la natura a basso budget dello spettacolo aveva portato a rallentare i tempi di produzione degli episodi e, quando le entrate non hanno coperto i costi di gestione dello spettacolo, The Game Room è stato cancellato il 23 ottobre 2000. Tokyo Xtreme Racer 2 per Dreamcast è stato l'ultimo gioco recensito nello show. Crosson ha intrapreso una carriera nel settore farmaceutico, mentre Bussler avrebbe trascorso i successivi 8 anni producendo e dirigendo documentari sulla storia americana come Expo: Magic of the White City, e lavorando con attori come Gene Wilder e Richard Dreyfuss.

### Revival (2008-2015)
Lo spettacolo è tornato come Classic Game Room HD (HD sta per Heavy Duty secondo Bussler)  il 20 febbraio 2008, ospitato da Bussler. Crosson è apparso alla fine dei primi episodi dello show, Captain America and The Avengers, dove Mark gli ha chiesto cosa ne pensasse del gioco.
Il 29 agosto 2009 Bussler ha annunciato il lancio del sito web di Classic Game Room ClassicGameRoom.net (oggi  ClassicGameRoom.com. ) sul canale YouTube dello spettacolo. Il sito Web ospita collegamenti e video su tutti gli episodi dello spettacolo, nonché recensioni scritte. Successivamente, il sito ha iniziato a ospitare recensioni scritte dai fan dello spettacolo e a collegare i loro video.
Nel maggio 2010, Inecom ha lanciato un secondo spettacolo intitolato CGR Undertow condotto da Derek Buck. In seguito è stato raggiunto da TJ e un cast a rotazione per altre recensioni. Lo show prevedeva che i revisori fornissero la propria opinione sui giochi recensiti da Mark così come su altri giochi non recensiti nello show principale. All'inizio del 2012, alcune recensioni di Classic Game Room sono state co-ospitate da Derek e TJ.
Alla fine del 2013, Classic Game Room ha lasciato YouTube e ha iniziato a pubblicare video su Dailymotion. L'8 maggio 2014, Classic Game Room ha annunciato tramite la sua pagina Facebook e il canale YouTube il suo ritorno su YouTube per il 10 maggio. Gli episodi ospitati per la prima volta su Dailymotion sono stati aggiunti ai rispettivi canali YouTube. L'ultimo episodio pubblicato su Dailymotion è la recensione di Mario Kart 8.
Il 2 novembre 2015, Bussler ha annunciato che lo spettacolo avrebbe notevolmente rallentato la sua produzione dopo la fine dell'anno. Le modifiche avrebbero incluso la chiusura del negozio dello show e del suo canale secondario CGR Undertow, che ha interrotto completamente la produzione. Bussler ha affermato che ciò è dovuto a un cambiamento nella sua vita e che vorrebbe concentrarsi maggiormente sulla sua scrittura e sulla realizzazione di film. Ha anche detto che avrebbe continuato lo spettacolo come un hobby simile allo show degli esordi.

### CGR Mark 3, Patreon e Amazon (2016-2017)
Bussler in seguito ha aperto un Patreon per la serie su raccomandazione dei fan al fine di mantenere la serie in funzione normalmente, ma sarebbe stato ribattezzato Classic Game Room Mark 3. Il primo CGR Mk3 è stato rilasciato l'8 gennaio 2016. Durante la metà del 2016, a causa del calo delle entrate pubblicitarie di YouTube, Bussler ha sperimentato un sistema di distribuzione di contenuti premium. Gli abbonati su Patreon hanno ricevuto recensioni di giochi complete, soprannominate "Hyper Cuts", e i servizi di streaming video gratuiti hanno ricevuto versioni di anteprima notevolmente ridotte delle stesse recensioni, creando di fatto un paywall parziale.
Dopo che questo è stato accolto in modo negativo dai fan, il tempo di esecuzione medio complessivo delle recensioni in streaming gratuito è tornato alla loro durata normale, con recensioni estese disponibili per gli abbonati Patreon. Le recensioni estese sono diventate successivamente disponibili su Prime Video nel dicembre dello stesso anno.

### CGR Mark 4 (2017-2018)
Nel giugno 2017 Bussler ha annunciato un altro aggiornamento di Classic Game Room, con l'intenzione di ampliare la varietà di contenuti che avrebbe compreso giocattoli, fumetti e qualsiasi altra cosa piacesse a Bussler. I video successivi hanno perso il soprannome di Mark 3.

### Classic Game Room2085(2018)
Il 19 gennaio, Bussler ha annunciato un'altra nuova rubrica su YouTube e presumibilmente su Prime Video, con il nuovo titolo di Classic Game Room 2085 prevista per marzo. Bussler ha citato differenze irrevocabili e frustrazione nei confronti di YouTube e dei suoi servizi come i fattore che hanno contribuito ad arrivare a tale scelta. La prima stagione ha debuttato il 2 marzo.
Il 5 febbraio 2019, Bussler ha dichiarato che una seconda stagione è ancora nei piani, per quanto sia improbabile al giorno d'oggi.

### Classic Game Room Infinity(2018-2019)
A partire da dicembre 2018, Bussler è tornato su YouTube (oltre che su Instagram e TikTok) con un nuovo spettacolo intitolato Classic Game Room Infinity, che si concentrava su contenuti più brevi.

### Chiusura e rebranding
Il 24 aprile 2019 Bussler ha annunciato su Instagram di aver deciso di interrompere tutta la produzione di video e di continuare il marchio Classic Game Room come casa editrice. Ha distribuito libri su videogiochi, produzione video e storia americana. Il canale è stato brevemente conosciuto come Turbo Volcano e vendeva merchandising di t-shirt, prima di essere ribattezzato '80s Comics per recensire classici del fumetto. Dopo un anno di inattività, il canale nel 2022 è stato rinominato CGR Publishing e ha iniziato a pubblicare nuovi spot pubblicitari per libri, oltre a episodi del podcast di Bussler.

## Altre serie

### Interviste CGR
Bussler ha anche condotto una serie di interviste con persone coinvolte nell'industria dei videogiochi, come parte della serie CGR Interviews, come la sua intervista con Tommy Tallarico, compositore di colonne sonore di videogiochi e fondatore della serie di concerti Video Games Live. Bussler è stato anche intervistato per il libro The Art of Community.

### CGR Films
Un film documentario, Classic Game Room - The Rise and Fall of the Greatest Video Game Review Show di Internet è stato rilasciato il 28 agosto 2007 in DVD. È lungo 100 minuti e comprende filmati da una serie di recensioni e commenti originali di Bussler e Crosson. Il film è stato diretto dallo stesso Bussler.
Nel 2015 un secondo film, sempre diretto da Bussler, The Best of Classic Game Room: 15th Anniversary Collection è stato distribuito in Blu-ray e DVD. Ha una durata di 280 minuti e presenta una raccolta di video precedentemente disponibili su YouTube, ma include anche molto materiale esclusivo tra cui recensioni di giochi esclusive, un'intervista con Dave Crosson, una traccia di commenti e altro, il tutto avvolto in un arco narrativo comico che comprende viaggi nel tempo, robot e cloni.
Il 2015 ha visto anche l'uscita di una compilation del canale gemello CGR Undertow, A Great Big Bunch of CGR Undertow su DVD. È una raccolta di recensioni rilasciate in precedenza presentate da Derek Buck e dal suo clone. I contenuti speciali includono un mini documentario e una bobina di blooper.
Nel 2016 Bussler ha annunciato una serie di recensioni di videogiochi, le Classic Game Room Feature Reviews, che iniziano con MUSHA. Le recensioni di 90 minuti, finanziate dal crowdfunding di Kickstarter, sono analisi approfondite di giochi che coprono tutto, dalla presentazione ai controller con elementi comici. Le seguenti recensioni erano Herzog Zwei e Super Pac-Man.

### CGR Podcast
Nel novembre 2021 Bussler ha lanciato un nuovo podcast, CGR Podcast, featuring Turbo Volcano. Presentato da Bussler, lo spettacolo discute del lavoro dietro le quinte nell'editoria e della cultura pop retrò. Gli episodi hanno iniziato ad essere caricati su Youtube l'anno successivo, a partire dall'episodio n. 8: Nobody Puts Truxton in the corner.